# بروس بگمیل
بروس بگمیل زیست‌شناس و زبان‌شناس کانادایی است که کتاب معروف غنای زیستی: همجنسگرایی جانوری و تنوع زیستی را دربارهٔ رفتارهای همجنس‌گرایانه در جانوران نوشت.

## زندگی و کار
بگمیل استاد دانشگاه بریتیش کلمبیا است، و مدرک دکترای خود را در زمینه زبان‌شناسی در سال ۱۹۸۸ گرفت.
غنای زیستی او شامل اشاره به پژوهش‌های پرتعدادی بر روی ۳۰۰ گونه جانوری است که نشان می‌دهد رفتارهای همجنسگرایانه و دوجنسگرایانه در میان جانوران مرسوم هستند و وی را به ارائه نگره‌ای رساند که بر پایه آن، زاد ولد تنها یکی از کاربردهای زیستی آمیزش جنسی است. به گفته او، همبستگی درون‌گروهی و کاهش تنش، که برای نمونه در میان بونوبوها به خوبی دیده می‌شود، دیگر کارکردهای رفتار جنسی است.
کتاب او توسط انجمن روان‌پزشکی آمریکا و دیگر گروه‌ها در اقامه دعوای خود به دیوان عالی ایالات متحده آمریکا در طی پرونده لاورنس در برابر تگزاس مورد استناد قرار گرفت، و در نهایت به الغای قانون‌های موسوم به قانون لواط در ۱۴ ایالت آمریکا منجر شد.